# アメリカ (テレビドラマ)
『アメリカ』 (Amerika) は、1987年にABCで放送されたアメリカ合衆国のテレビのミニシリーズである。

## 概要
アメリカ合衆国がソビエト連邦との戦争に敗れ、国名もロシア語にAmerikaと綴りを変えられ星条旗も別の国旗に変更された後の10年後のアメリカ人社会を描いたストーリーである。
ソ連主導の国連平和維持軍に占領されている世界を描いたストーリーであったため、放送前に一部から強い反発をうけたため、予定された放送回数が減らされるなど物議をかもしたという。ABCは、この数年前に放送し大反響を起こしたドラマのミニシリーズ『ザ・デイ・アフター』同様の反響を期待したが、期待はずれに終わった。

## スタッフ
- 監督：
- プロデューサー：
- 脚本：
- 音楽：ベイジル・ポールドゥリス

## キャスト
- クリス・クリストファーソン：デヴィン・ミルフォード
- ロバート・ユーリック：ピーター・ブラッドフォード
- シンディ・ピケット：アマンダ・ブラッドフォード
- ウェンディ・ヒューズ：マリオン・アンドリュース
- マリエル・ヘミングウェイ：キンバリー・バラード
- ララ・フリン・ボイル：ジャッキー・ブラッドフォード
- クリスティーン・ラーティ：アレシア・ミルフォード
- ドリアン・ヘアウッド：ジェフリー・ワイマン
- サム・ニール：アンドレイ・デニソフ大佐
- アーミン・ミューラー＝スタール：ペーチャ・サマノフ将軍
- ライナー・シェーネ：ヘルムート・グルトマン少佐（東ドイツ軍）

## 音楽関係
『ロボコップ』『コナン・ザ・グレート』『スターシップ・トゥルーパーズ』『青い珊瑚礁』『ビッグ・ウェンズデー』等の音楽で知られるベイジル・ポールドゥリスが作曲・指揮を担当している。演奏はハリウッド交響楽団。
ベルギーのプロメテウス・レコーズより、3,000枚限定盤でオリジナル・サウンドトラックCD（品番:PCR 519）が発売されており、輸入盤取扱店や海外通販で入手可能。

## 登場兵器関連
攻撃ヘリコプター役として登場するヘリコプターの中に、映画『ブルーサンダー』で使われたヘリコプター2機が登場している。